# Eagles
Eagles je americká rocková skupina založená v roce 1971 v Los Angeles. Patří mezi nejúspěšnější hudební skupiny 70. let v Severní Americe a zároveň mezi nejprodávanější umělce všech dob – po celém světě prodali přes 200 milionů nahrávek, z toho 100 milionů jen v USA. Kapela získala pět singlů na 1. místě hitparád, šest alb na 1. místě, šest cen Grammy a pět cen American Music Award. V roce 1998 byli uvedeni do Rock and Roll Hall of Fame a v roce 2010 je časopis Rolling Stone zařadil na 75. místo v žebříčku „100 největších umělců všech dob“. Zakládajícími členy byli Glenn Frey (kytara, zpěv), Don Henley (bicí, zpěv), Bernie Leadon (kytara, zpěv) a Randy Meisner (baskytara, zpěv). Všichni čtyři před vznikem kapely spolupracovali s Lindou Ronstadt a hráli na jejím třetím sólovém albu (Linda Ronstadt, 1972), než se rozhodli založit vlastní skupinu pod novým labelem Asylum Records Davida Geffena.
Debutové album Eagles (1972) přineslo hity „Take It Easy“ a „Witchy Woman“. Druhé album Desperado (1973) se sice v USA dostalo jen na 41. místo, ale titulní skladba se stala kultovní. V roce 1974 přibyl do sestavy kytarista Don Felder. Album On the Border obsahovalo hit „Already Gone“ a první singl číslo 1 v USA i Kanadě – „Best of My Love“. V roce 1975 vydali přelomové album One of These Nights, první jejich album číslo 1 v USA. Obsahovalo stejnojmenný hit (také první mimoamerický průlom), dále „Lyin’ Eyes“ a „Take It to the Limit“. Ve stejném roce odešel Leadon a nahradil ho Joe Walsh.
Kompilace Their Greatest Hits (1971–1975) z roku 1976 je nejprodávanějším albem v historii USA (38 milionů kopií). Ještě téhož roku vydali Hotel California, které se stalo třetím nejprodávanějším albem v USA (26 milionů) a přes 32 milionů celosvětově. Album přineslo dva singly, které se dostaly na 1. místo hitparád v USA a Kanadě: „New Kid in Town“ a „Hotel California“. Druhý jmenovaný se stal jejich jediným hitem v Top 10 ve Velké Británii a zároveň se umístil v Top 10 v Novém Zélandu a v mnoha evropských zemích, včetně 2. místa ve Francii. 
Randy Meisner byl v roce 1977 nahrazen baskytaristou a zpěvákem Timothym B. Schmitem. V roce 1979 vydali Eagles své poslední studiové album na téměř 28 let – The Long Run. Z něj vzešel severoamerický hit číslo 1 „Heartache Tonight“, který se stal také jejich největším hitem v Austrálii (13. místo). Album dále obsahovalo hity „The Long Run“ a „I Can’t Tell You Why“, které se dostaly do Top 10 v Severní Americe. Kapela se rozpadla v roce 1980, ale v roce 1994 se opět sjednotila a vydala album Hell Freezes Over, které kombinovalo živé a nové studiové nahrávky. Od té doby opět pravidelně koncertovali. V roce 2007 vydali Eagles své šesté album číslo 1 v USA – Long Road Out of Eden, a v roce 2008 vyrazili na stejnojmenné turné. V roce 2013 zahájili rozsáhlé turné History of the Eagles v souvislosti s vydáním stejnojmenného dokumentu. Po smrti Glenna Freye v lednu 2016 se skupina Eagles znovu sjednotila v roce 2017. Jeho písně začali zpívat jeho syn Deacon Frey a country zpěvák Vince Gill, kteří si rozdělili hlavní vokály v repertoáru po Glennovi. Deacon kapelu opustil v roce 2022, ale v roce 2023 se vrátil, aby se zúčastnil právě probíhajícího rozlučkového turné skupiny. V témže roce zemřel Randy Meisner.

## Historie
Skupina byla založena v srpnu 1971, tehdy byla ve složení kytarista Glenn Frey (1948–2016), kytarista Bernie Leadon (1947), bubeník Don Henley (1947) a basista Randy Meisner (1946). V roce 1975 Leadona vystřídal jiný kytarista Don Felder a brzy se skupina rozšířila o dalšího kytaristu, kterým se stal Joe Walsh, takže byla pětičlenná.
Se svými pěti singly a šesti alby na prvním místě žebříčků se tato skupina stala jednou z nejúspěšnějších kapel 70. let. Na konci 20. století byla dvě alba této skupiny, kompilace Eagles: Their Greatest Hits 1971–1975 a studiové album Hotel California řazena RIAA mezi deset nejprodávanějších alb (do roku 2001). Časopis Rolling Stone zařadil album Hotel California na 37. místo mezi 500 nejlepších alb všech dob a skupinu zařadil na 75. místo v seznamu 100 nejlepších umělců všech dob. 29krát platinové album Eagles: Their Greatest Hits 1971–1975 patří k deseti nejlépe prodávaným albům hudební historie.
Skupina The Eagles se v roce 1980 rozpadla, ale členové skupiny se v roce 1994 znovu sešli při sestavování alba Hell Freezes Over, na kterém se nacházela sbírka skladeb z koncertů a nových studiových nahrávek. Od této doby spolu příležitostně koncertují. V roce 1998 byla skupina Eagles uvedena do Rock and Roll Hall of Fame. V roce 2007 poprvé po 28 letech skupina vydala nové studiové album s názvem Long Road Out of Eden.
8. června 2009 vystoupila skupina v pražské O2 aréně.
V lednu 2016 zemřel Glenn Frey a později toho roku bylo oznámeno, že skupina již nadále nebude vystupovat.
Zbylí členové pokračují pod názvem “Don Henley, Joe Walsh & Timothy B. Schmit, with Vince Gill and Deacon Frey” Se skupinou vystupuje místo Glenna Freye jeho syn Deacon.

## Členové
- Don Henley – bicí, zpěv
- Joe Walsh – kytara, zpěv, klávesy
- Timothy B. Schmit – basová kytara, zpěv
- Vince Gill – kytara, zpěv, klávesy

## Diskografie

### Studiová alba
- 1972 Eagles
- 1973 Desperado
- 1974 On the Border
- 1975 One of These Nights
- 1976 Hotel California
- 1979 The Long Run
- 2007 Long Road Out of Eden

### Koncertní alba
- 1980 Eagles Live
- 1994 Hell Freezes Over

### Kompilace
- 1976 Their Greatest Hits (1971-1975)
- 1982 The Eagles Greatest Hits, Vol. 2
- 1985 The Best of the Eagles
- 1994 The Very Best of the Eagles (1994)
- 2000 Selected Works: 1972-1999
- 2001 The Very Best of the Eagles (2001)
- 2003 The Very Best of the Eagles (2003)
- 2005 Eagles Catalog CD Album Box

### Singly
| Rok  | Singl                                             | Pozice     | Pozice | Pozice     | Pozice    | Pozice      | Pozice   | Pozice | Album                       |
| Rok  | Singl                                             | US Hot 100 | US AC  | US Country | US Top 40 | US 40 MNSTR | US MNSTR | UK     | Album                       |
| ---- | ------------------------------------------------- | ---------- | ------ | ---------- | --------- | ----------- | -------- | ------ | --------------------------- |
| 1972 | "Take It Easy"                                    | 12         | -      | -          | -         | -           | -        | -      | Eagles                      |
| 1972 | "Witchy Woman"                                    | 9          | -      | -          | -         | -           | -        | -      | Eagles                      |
| 1972 | "Peaceful Easy Feeling"                           | 22         | -      | -          | -         | -           | -        | -      | Eagles                      |
| 1973 | "Tequila Sunrise"                                 | 64         | -      | -          | -         | -           | -        | -      | Desperado                   |
| 1973 | "Outlaw Man"                                      | 59         | -      | -          | -         | -           | -        | -      | Desperado                   |
| 1974 | "Already Gone"                                    | 32         | -      | -          | -         | -           | -        | -      | On the Border               |
| 1974 | "James Dean"                                      | 77         | -      | -          | -         | -           | -        | -      | On the Border               |
| 1974 | "Best of My Love"                                 | 1          | -      | -          | -         | -           | -        | -      | On the Border               |
| 1975 | "One of These Nights"                             | 1          | -      | -          | -         | -           | -        | 23     | One of These Nights         |
| 1975 | "Lyin' Eyes"                                      | 2          | 3      | 8          | -         | -           | -        | 23     | One of These Nights         |
| 1975 | "Take It to the Limit"                            | 4          | 4      | -          | -         | -           | -        | 12     | One of These Nights         |
| 1976 | "New Kid in Town"A                                | 1          | 2      | 43         | -         | -           | -        | 20     | Hotel California            |
| 1977 | "Hotel California"                                | 1          | -      | -          | -         | -           | -        | 8      | Hotel California            |
| 1977 | "Life in the Fast Lane"                           | 11         | -      | -          | -         | -           | -        | -      | Hotel California            |
| 1978 | "Please Come Home for Christmas"                  | 18         | -      | -          | -         | -           | -        | 30     | jen singl                   |
| 1979 | "Heartache Tonight"                               | 1          | -      | -          | -         | -           | -        | 40     | The Long Run                |
| 1979 | "The Long Run"                                    | 8          | -      | -          | -         | -           | -        | 66     | The Long Run                |
| 1980 | "I Can't Tell You Why"                            | 8          | 3      | -          | -         | -           | -        | -      | The Long Run                |
| 1980 | "Seven Bridges Road"                              | 21         | -      | 55         | -         | -           | -        | -      | Eagles Live                 |
| 1994 | "Get Over It"                                     | 31         | 21     | -          | -         | 26          | 4        | -      | Hell Freezes Over           |
| 1994 | "Love Will Keep Us Alive"                         | -          | 1      | -          | 37        | 27          | -        | 52     | Hell Freezes Over           |
| 1994 | "The Girl from Yesterday"                         | -          | -      | 58         | -         | -           | -        | -      | Hell Freezes Over           |
| 1995 | "Learn to Be Still"                               | -          | 15     | -          | -         | -           | 33       | -      | Hell Freezes Over           |
| 1996 | "Please Come Home for Christmas" (reedice)B       | -          | 15     | -          | 31        | -           | -        | -      | jen singl                   |
| 2003 | "Hole in the World"C                              | 69         | 5      | -          | 38        | -           | -        | 69     | The Very Best of the Eagles |
| 2005 | "No More Cloudy Days"                             | -          | 3      | -          | -         | -           | -        | -      | Long Road Out of Eden       |
| 2007 | "How Long"                                        | 101        | 7      | 23         | -         | -           | 38       | 110    | Long Road Out of Eden       |
| 2007 | "Please Come Home for Christmas" (druhá reedice)B | -          | -      | -          | -         | -           | -        | 93     | jen singl                   |
| 2008 | "Busy Being Fabulous"D                            | -          | 16     | 28         | -         | -           | -        | -      | Long Road Out of Eden       |

- A"New Kid in Town" dosáhla #1 v United World Chart.
- B"Please Come Home for Christmas" dosáhla #74 v Hot Digital Songs v roce 2005. V roce 2007 dosáhla 181 v žebříčcích UK v stahování na internetu.
- C"Hole in the World" dosáhla #11 v Canadian Singles Chart.
- DSoučasný singl.